# Тринадцать факторий

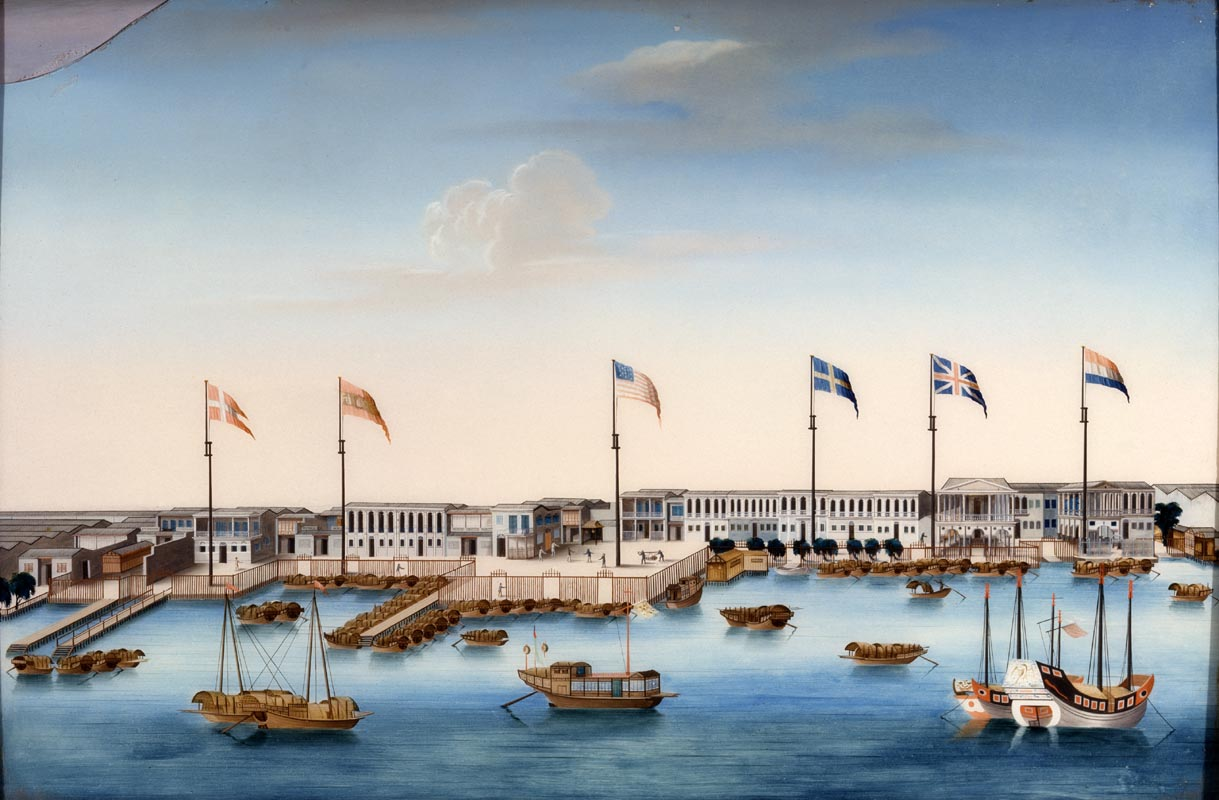
«Тринадцать факторий» на картине 1805 года. Видны флаги (слева направо) Дании, Испании, США, Швеции, Великобритании и Нидерландов

«Тринадцать факторий» (кит. 十三行, также известны как «Кантонские фактории» и «Тринадцать торговых домов Кантона») — название исторического района, существовавшего в период империи Цин (1684—1856) на берегу Жемчужной реки в юго-западной части Кантона. С 1757 по 1842 год это скопление причалов, складов и магазинов было крупнейшим и единственным местом, где западные коммерсанты могли законно вести торговлю с Китаем. После заключения Нанкинского договора, открытия «договорных портов» и окончания «Кантонской системы» торговое значение «Тринадцати факторий» значительно сократилось. 
Район трижды полностью сгорал — в 1822 году в результате случайного пожара, в 1841 году в ходе Первой опиумной войны и в 1856 году в ходе Второй опиумной войны. После окончания Второй опиумной войны «Тринадцать факторий» не были восстановлены на прежнем месте у стен Старого Гуанчжоу. Сначала западные купцы перебрались на остров Хэнань, а затем основали сеттльмент на острове Шамянь, к югу от западного пригорода Гуанчжоу, известного как Сигуань. В современном Гуанчжоу на месте бывших «Тринадцати факторий» разбит Парк культуры Гуанчжоу (уличный комитет Линнань городского района Ливань).

## Терминология

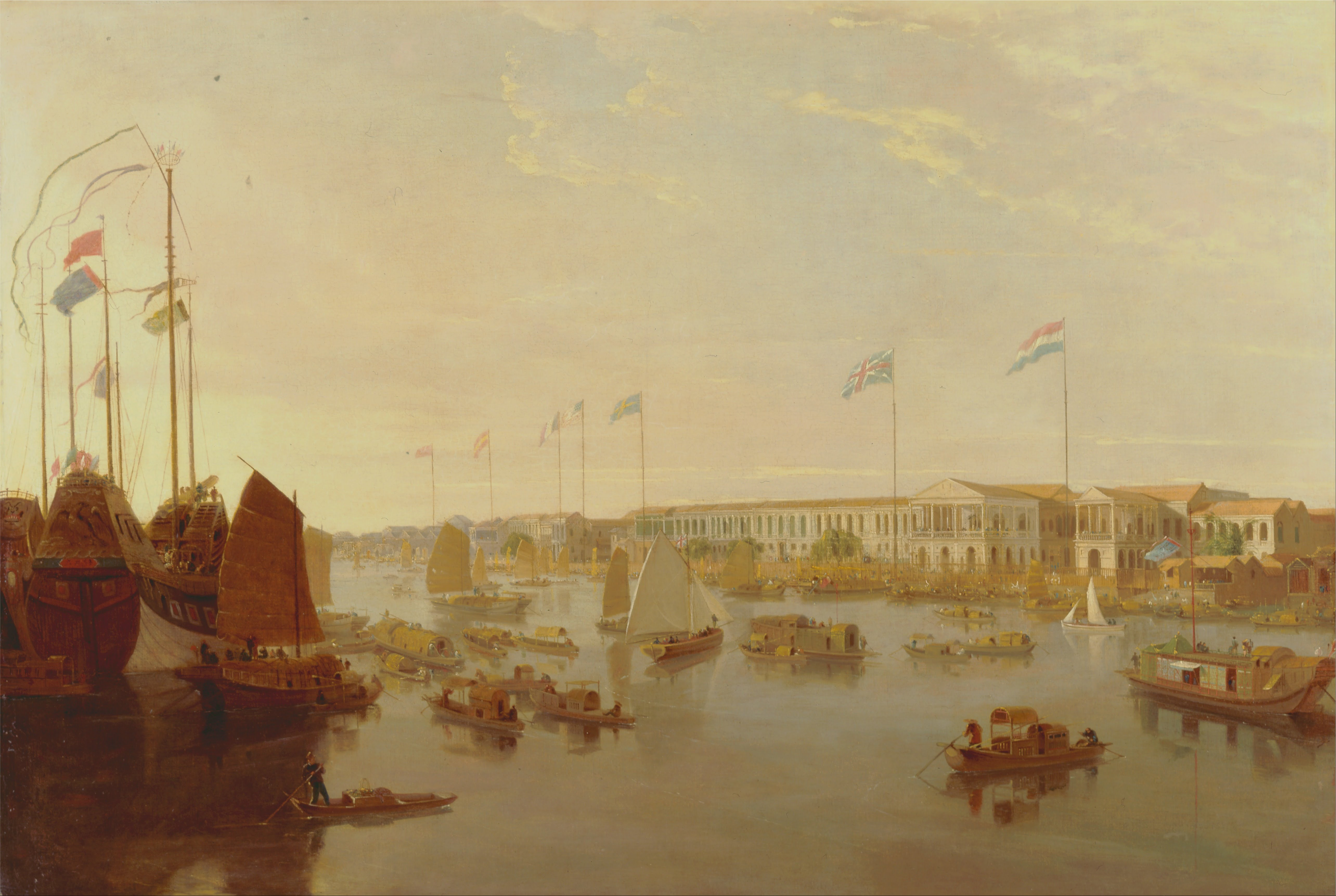
Европейские фактории в Кантоне. Картина Уильяма Дэниэла, 1806 год

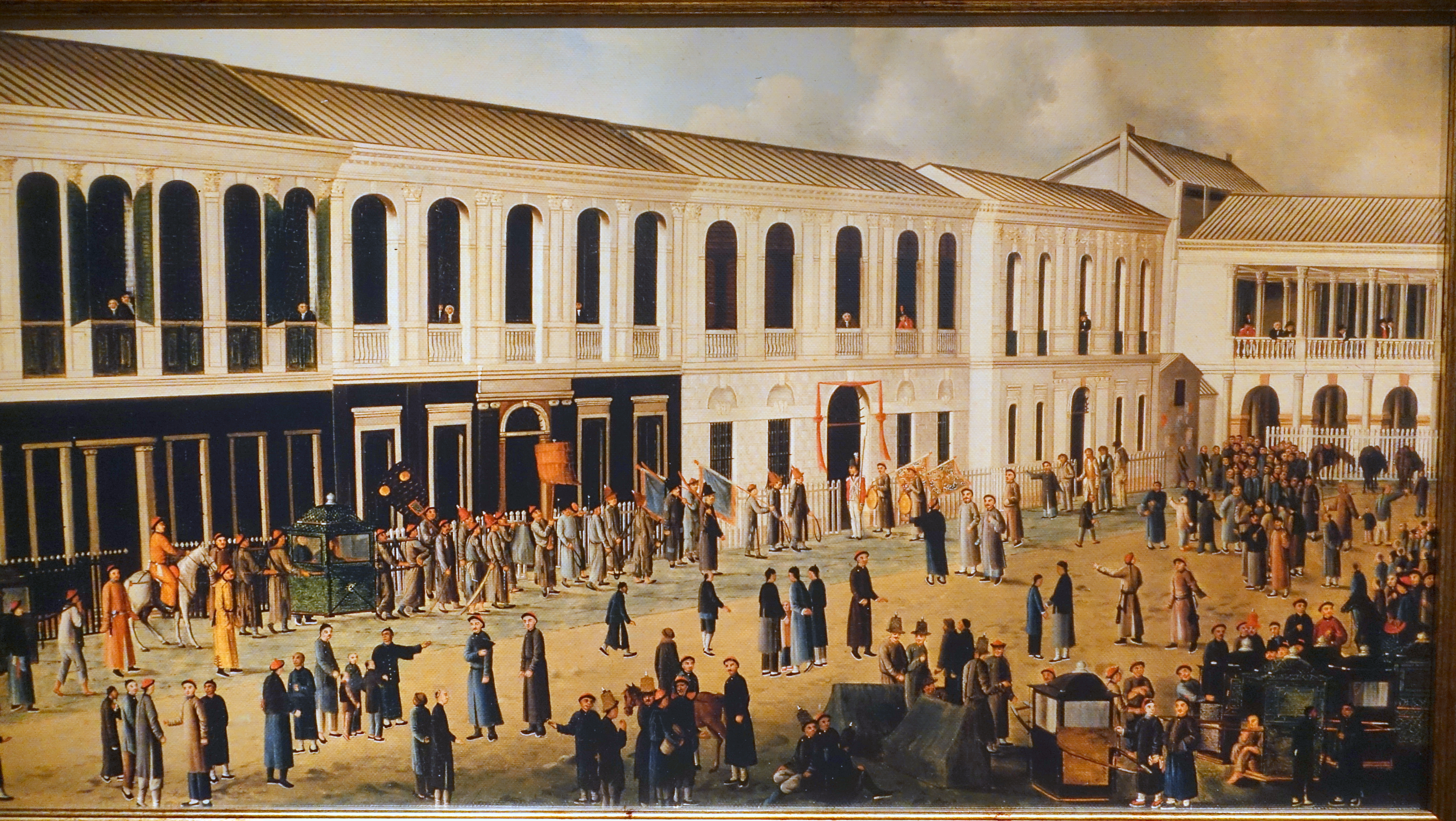
Китайские торговцы возле кантонских факторий на картине 1807 года

- Фактории являлись офисами и складами иностранных коммерсантов, которые вели консигнационную и фидуциарную деятельность — брали товары у владельцев и продавали их за комиссионное вознаграждение. Наиболее успешные коммерсанты со временем становились младшими партнёрами своих директоров или совладельцами торговых домов, а некоторые даже основывали собственные компании.
- Иностранные торговые агенты были известны как суперкарго, китайцы называли их «дабань» (大班). Кантонское произношение этого термина, «тай-пан» («высший класс», «магнат»), вошло в обиходное английское употребление после подъёма частной торговли с 1834 года[1].
- Обычно капитан судна отвечал за доставку товара по морю и сохранность груза, а суперкарго — за сбыт и закупку товаров и получение акционерами прибыли. Частные капитаны сами могли быть суперкарго на своём судне. На крупном ост-индском корабле могло быть несколько суперкарго — «главный суперкарго», «второй суперкарго» и так далее. Нередко команда суперкарго распределяла между собой обязанности — один продавал привезённый товар, другой закупал чай и пряности, третий — шёлковые ткани. Также в команду входили бухгалтера и счетоводы, известные как «казначеи» и «писатели»[2].
- Иностранные коммерсанты вели торговлю с китайскими «хонгами» (Hong, 行) — официальными компрадорами, которые покупали у цинских властей лицензию и платили налоги. «Хонгом» назывался и купец, и его торговый дом, и его фактория. Термин произошёл от слова «ряд», так как обычно китайские торговые дома располагались вряд на набережной вдоль реки[1][3][4].
- Важным лицом был «хоппо» (Hoppo, 粵海關部) — администратор или «министр» кантонской морской таможни, который по поручению императора контролировал судоходство, собирал налоги и следил за порядком среди торговцев в дельте Жемчужной реки[5].

## История

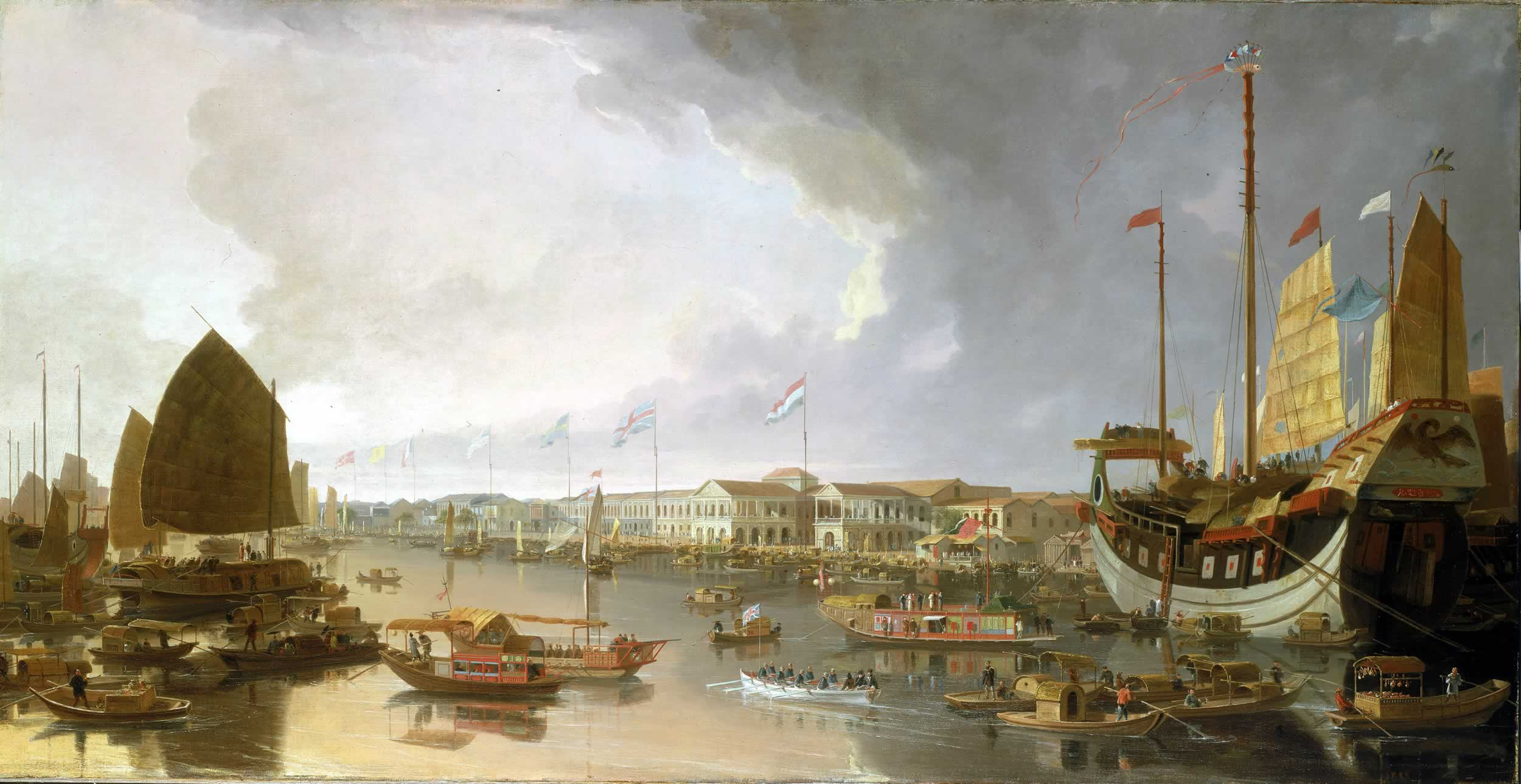
Западное судно в окружении китайских джонок в порту Кантона. Картина Уильяма Дэниэла, 1810 год

Со времён династии Мин регулярные запреты морской торговли («хайцзинь») сильно ограничивали внешнеторговые контакты Китая. Лишь в 1684 году цинский император Канси разрешил иностранцам торговать с Китаем в четырёх выделенных для этого портах — Гуанчжоу, Сямыне, Нинбо и Сунцзяне. Купцы прибывали в Гуанчжоу с муссонами между июнем и сентябрём, вели свой бизнес, а затем отправлялись домой между ноябрём и февралём. Изначально иностранные торговые суда причаливали в районе Пачжоу (Вампоа) на острове Хэнань, после чего китайские посредники отвозили их товары на джонках и сампанах в Сигуань.
Западные купцы были обязаны торговать через китайских посредников. Эти посредники, известные как «хонги», гарантировали хорошее поведение иностранцев и уплату ими налогов. Также «хонги» сдавали иностранцам в аренду склады и жилые помещения. Частные капитаны и суперкарго нередко обходили различные ограничения со стороны китайских властей, однако большие компании, такие как Британская Ост-Индская компания, Голландская Ост-Индская компания и Французская Ост-Индская компания, всегда находились под пристальным вниманием «хоппо».
Чтобы избежать воровства и пиратства по дороге из Вампоа в Сигуань, европейские купцы стали выделять своих моряков на китайские лодки в качестве охранников. В 1686 году европейцам разрешили арендовать жилье в отдельном квартале (фактории) Сигуаня, чтобы не возвращаться обратно в Вампоа каждую ночь. Со временем суперкарго, их помощники, счетоводы и охранники стали постоянно жить в факториях, а на кораблях в Вампоа оставались только экипажи. Вокруг западных торговых кораблей постоянно вращалось большое число местных жителей — торговцы доставляли провиант и пресную воду, грузчики разгружали и загружали товары, женщины на сампанах стирали матросам бельё. В фактории также жило много китайских слуг и помощников как «хонгов», так и иностранных суперкарго.

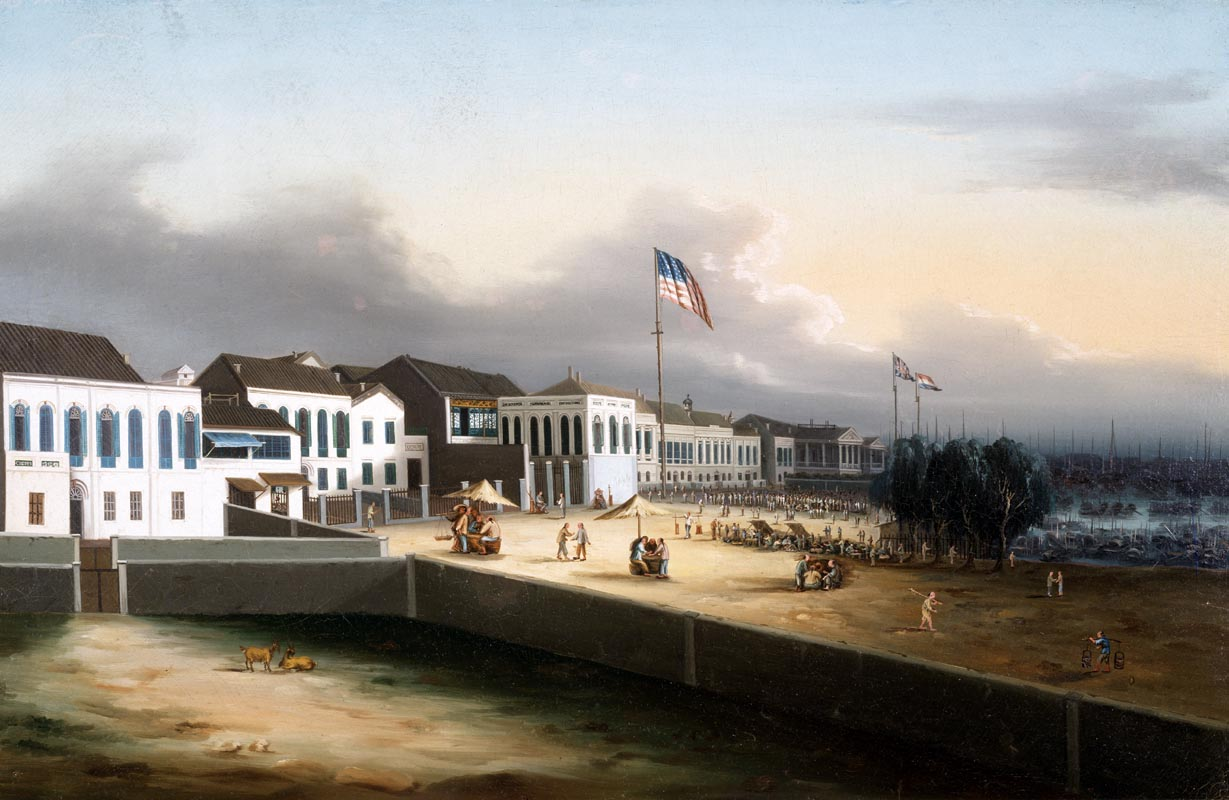
Американская фактория на картине Лам Цюа, 1825 год

Перед отплытием корабля на родину экипаж в сопровождении офицеров посменно сходил на берег и отдыхал по несколько дней в фактории. Вдоль главной аллеи квартала располагались китайские лавки и магазины, в которых иностранные матросы покупали еду, напитки, одежду и «чоу-чоу» («новинки»). Изначально суперкарго приплывали на кораблях и уплывали вместе с ними. Однако с начала XVIII века западные компании стали арендовать фактории на постоянной основе. Суперкарго начали оставаться в Гуанчжоу на несколько недель для сбыта нераспроданного товара, однако они были обязаны уезжать до лета в Макао, где ожидали следующего корабля своей компании. К началу 1760-х годов все ост-индские компании имели в Кантоне своих постоянных суперкарго.
В середине XVIII века западные купцы стали отдавать предпочтение порту Нинбо, поскольку там были лучшие условия для закупки шёлка и чая. Цинские власти начали опасаться, что Нинбо превратится во «второй Макао» и сократит поступление налогов в казну. Кроме того, их беспокоило присутствие вооружённых иностранных судов вдоль всего восточного побережья Китая. В 1757 году император Цяньлун издал указ, закрывший для западных коммерсантов все порты и таможни, кроме Гуанчжоу. Лишь корейцы и японцы сохранили своё присутствие в Чжапу, а русские вели активную торговлю через Кяхту. Китайский флот наместника Гуандуна, базировавшийся в Гуанчжоу, был существенно усилен и взял под охрану все иностранные торговые суда. В 1760 году, с целью удержания иностранцев в фактории, крупнейшие «хонги» Гуанчжоу внесли по 10 тыс. испанских долларов каждый и создали могущественную гильдию «Кохонг», обладавшую исключительной монополией на внешнюю торговлю Китая.
Новые правила торговли стали называть «Кантонской системой». Теперь «хонги» («ханшаны»), уполномоченные властями торговать с иностранцами, возглавляли внешнеторговые фирмы («янхан»). «Хонги» корректировали между собой цены на товары, а для вступления в гильдию должны были принести клятву на крови (ритуал, перенятый купцами у тайных обществ Гуанчжоу). На собранные средства «Кохонг» основал общий фонд и построил свой зал, а также проложил новую пешеходную улицу, на которую переехали все мелкие торговцы, работавшие с иностранцами. Эта улица получила название Чайна-стрит; более всего она славилась многочисленными магазинами фарфора. Несмотря на поборы со стороны императорских чиновников, многие члены «Кохонга» сколачивали очень большие состояния на торговле с европейцами.
Китайские власти препятствовали изучению иностранцами китайского языка и назначали для проведения сделок официальных переводчиков. Несмотря на эти препоны, почти на каждом западном судне были люди, знавшие китайский (особенно хорошо изучали язык суперкарго, остававшиеся надолго в фактории). После введения «Кантонской системы» иностранные коммерсанты были крайне недовольны тем, что «Кохонг» диктовал им цены и устанавливал курсы валют. Однако «Кохонг» значительно увеличил поставки китайских товаров и ускорил загрузку иностранных судов, которые раньше могли до года ожидать в порту свой заказ. Постепенно торговля вошла в привычное русло: если в 1748 году в Кантоне было только восемь факторий, то к 1770 году их число выросло до семнадцати и сохранялось неизменным до пожара 1822 года.

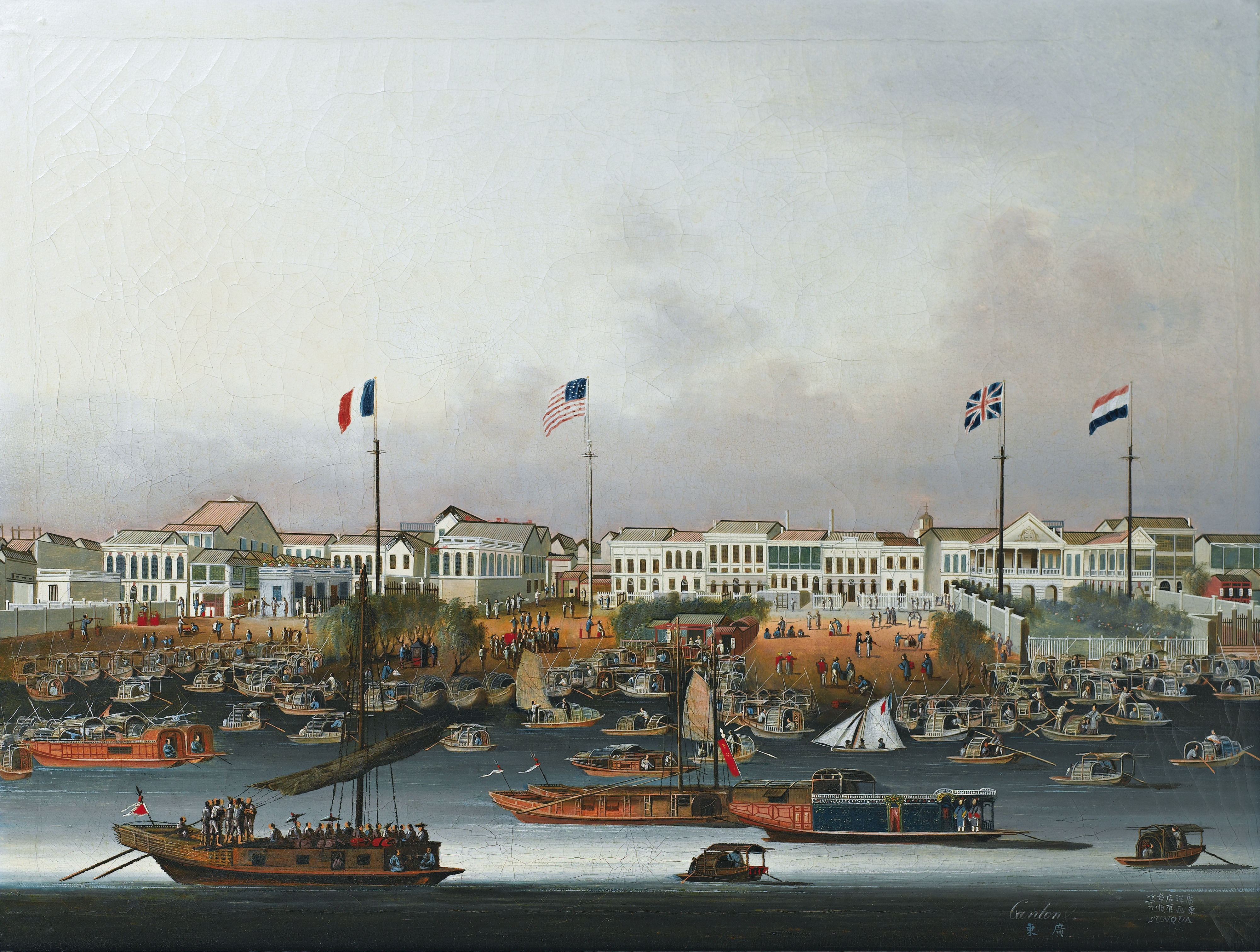
Порт Кантона и фактории на картине Сунь Цюа, 1830 год

В середине XVIII века был открыт новый морской маршрут через Филиппины, что позволило торговым судам прибывать в Гуанчжоу и отбывать из него, не дожидаясь месяцами муссонных ветров. Это помогло войти в торговое дело небольшим частным судам, которые оставались в порту всего несколько недель, в то время как большие корабли компаний по-прежнему бросали якорь на 4—5 месяцев. В гавани Вампоа появились стационарные причалы для американцев, англичан, голландцев и шведов; датчане использовали в качестве своей базы соседний остров Чанчжоу, а французы — остров Сяогувэй. Большинство иностранных судов пользовалось услугами китайских лоцманов, а в безветренную погоду — и услугами китайских буксировщиков.
Во второй половине XVIII века британские и американские суда почти всегда находились в гавани Вампоа, а их суперкарго и другие сотрудники круглогодично проживали в факториях Сигуаня. На практике, старшие суперкарго на всё лето предпочитали перебираться в «более цивилизованный» Макао, оставляя в «Тринадцати факториях» вести межсезонную торговлю только младший персонал. В 1780-х годах увеличилось число испанских галеонов, приходивших в Гуанчжоу из Манилы, из-за чего с 1788 года испанцы стали арендовать факторию в Сигуане на постоянной основе. В 1792 году британский король Георг III послал к императорскому двору лорда Джорджа Макартни просить о либерализации внешней торговли и открытии для британцев новых портов на китайском побережье, но тот получил от императора Цяньлуна отказ.
Второе британское посольство к императорскому двору лорда Уильяма Амхерста (1816–1817) также не принесло результатов. Британцы всё больше закупали китайского чая, шёлка и фарфора, но европейские товары не находили широкого спроса в Китае. Дефицит торговли британцы были вынуждены покрывать слитками серебра, пока не начали контрабандой завозить в Южный Китай бенгальский опиум. В 1822 году «Тринадцать факторий» были уничтожены в огне большого пожара, но «хонги» и европейцы быстро отстроили район. В 1835 году американский миссионер Питер Паркер открыл в квартале первую в Гуанчжоу офтальмологическую больницу.
После того, как Линь Цзэсюй попытался пресечь незаконную торговлю опиумом, британцы развязали Первую опиумную войну (1839—1842), в ходе которой «Тринадцать факторий» были сожжены дотла. По условиям Нанкинского договора Китай уступил британцам Гонконг и открыл для внешней торговли Шанхай, Нинбо, Фучжоу и Сямынь, что существенно ударило по привилегированному положению Кантона. В апреле 1847 года британский флот провёл карательную экспедицию и захватил китайские форты вдоль Жемчужной реки. В начале Второй опиумной войны (1856—1860) «Тринадцать факторий» вновь сгорели и уже не были восстановлены. Иностранные коммерсанты сначала обосновались на острове Хэнань, а после окончания войны построили себе новый анклав на острове Шамянь, рядом со старыми факториями.   

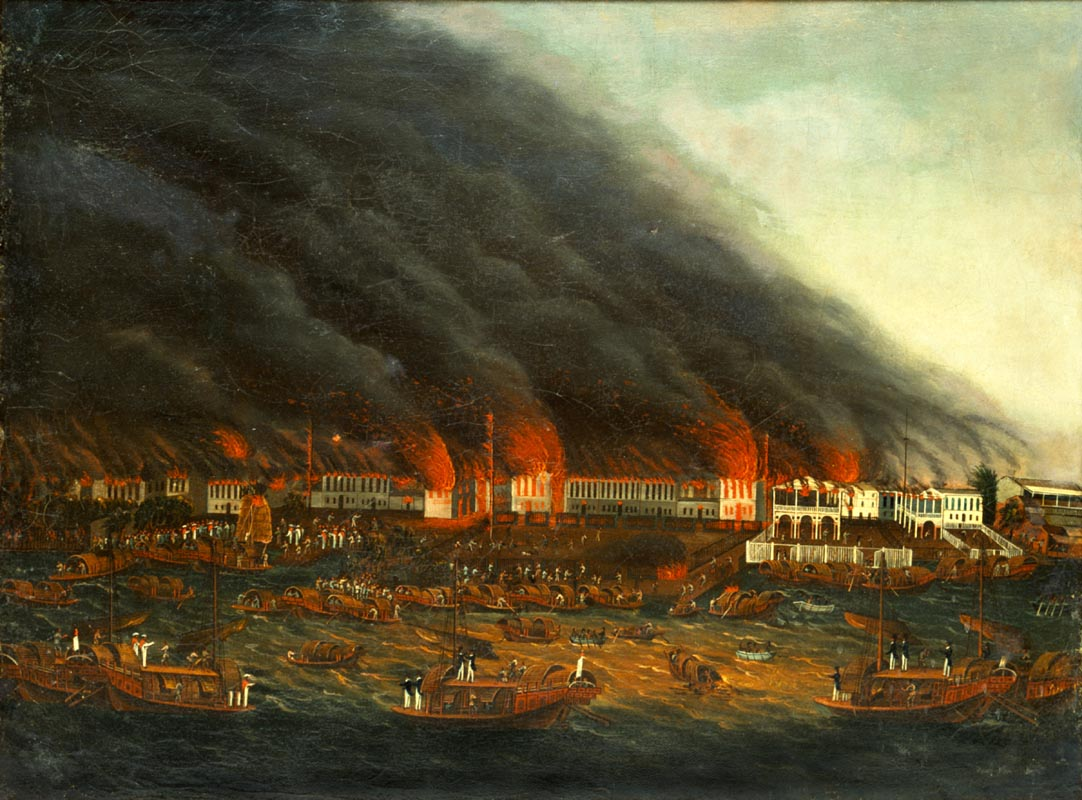
Пожар 1822 года
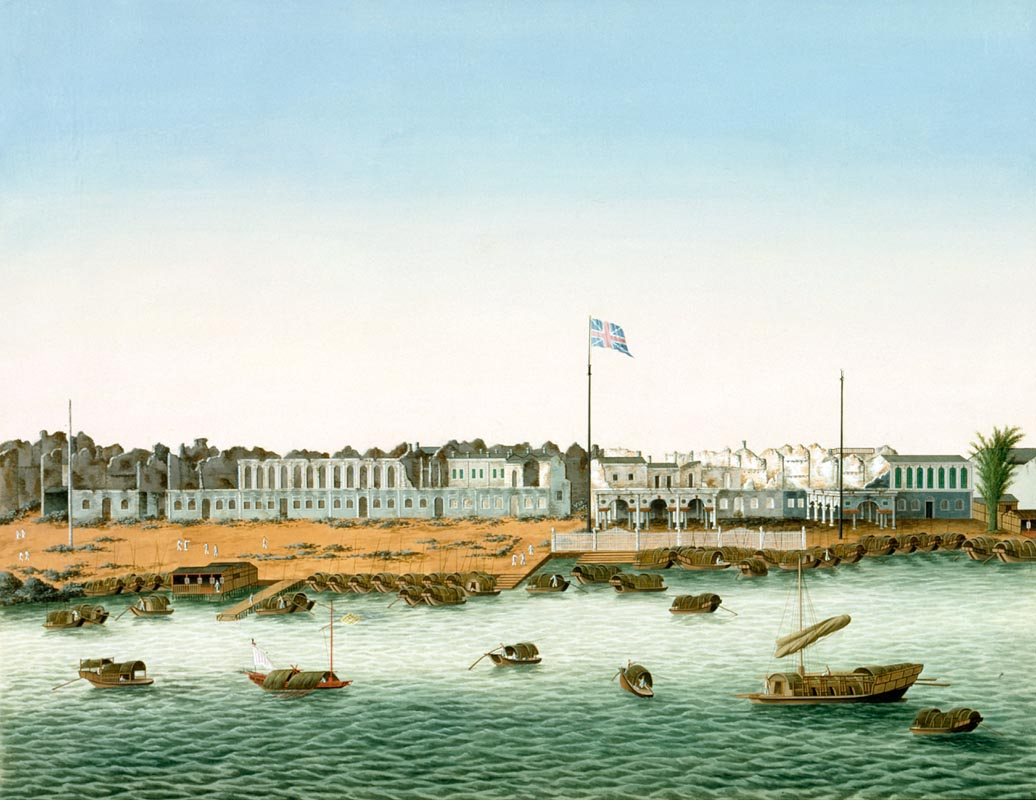
Фактории после пожара
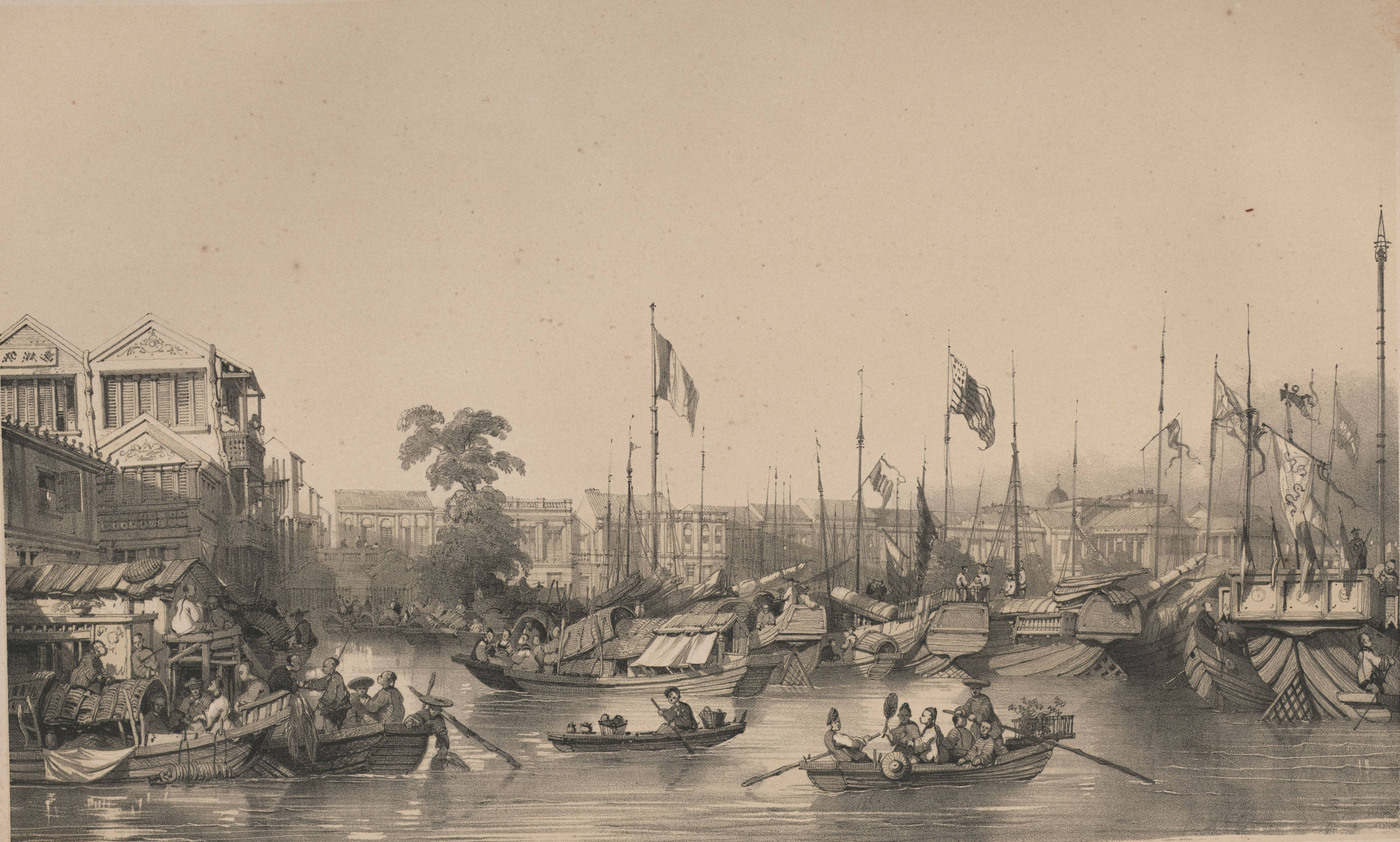
Фактории в 1841 году
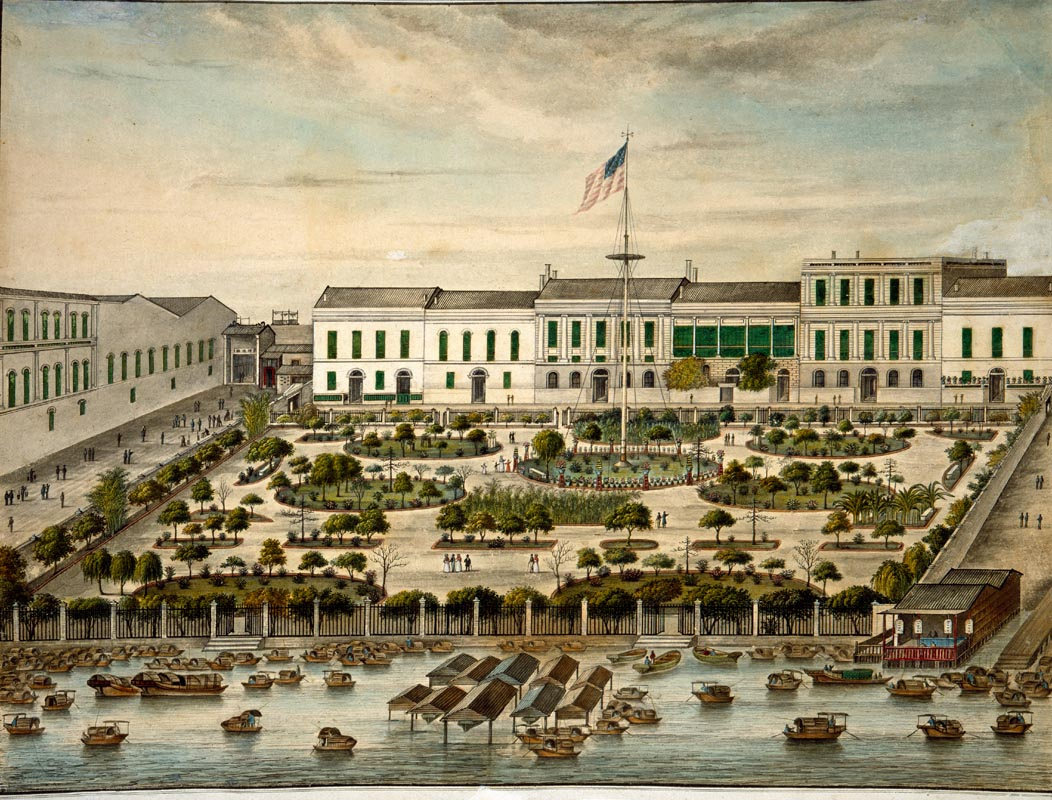
Американская фактория в 1845 году
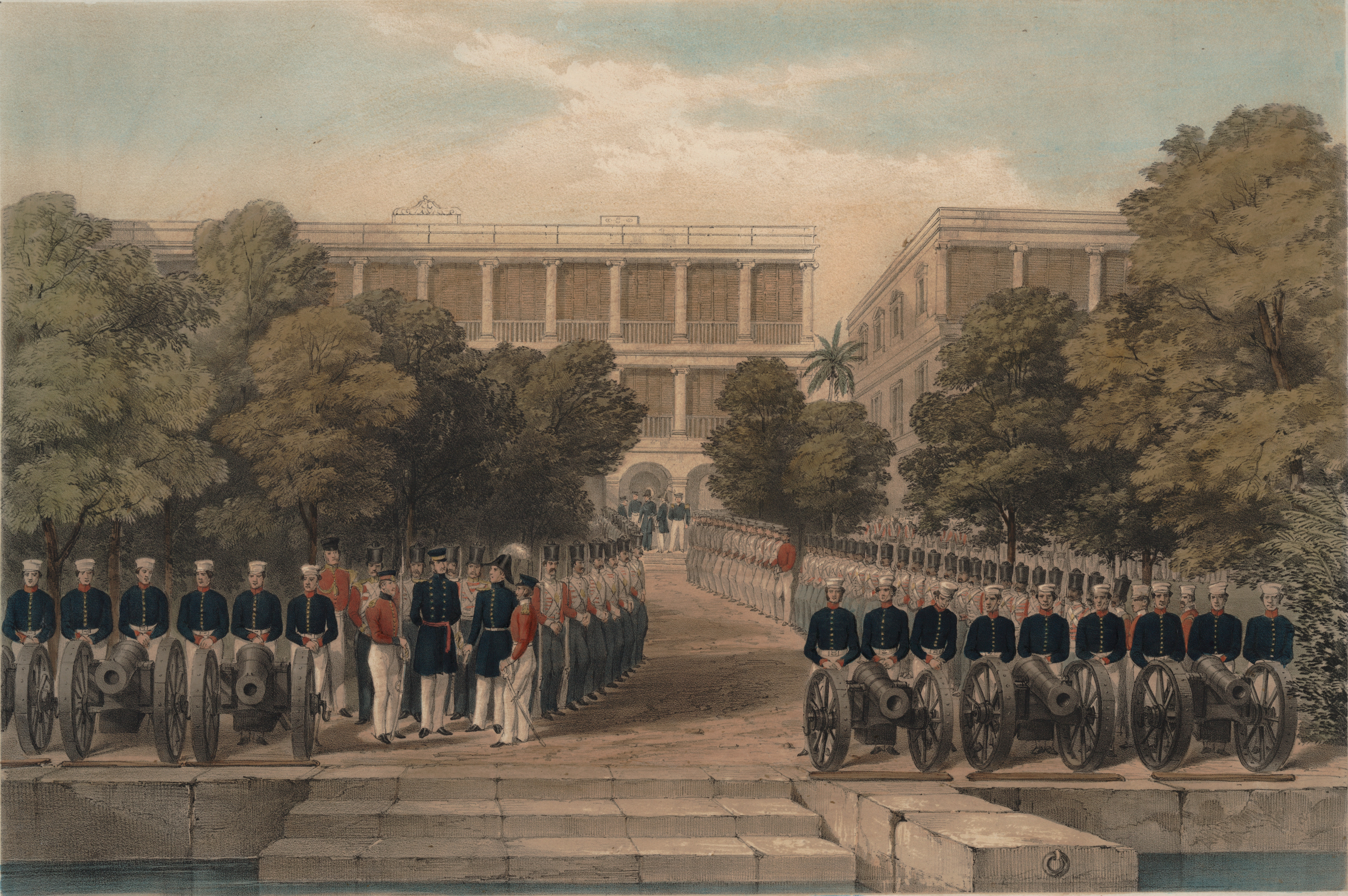
Британская фактория в 1847 году

В 1860-х годах большая часть внешней торговли с Китаем переместилась в Гонконг и Шанхай. К 1866 году только 18 иностранных фирм по-прежнему имели офисы в Кантоне. На острове Шамянь постоянно проживало около 60 иностранных резидентов, не считая британских индийцев, нанятых Робертом Хартом для работы в Императорской морской таможенной службе.

## Перечень факторий
В разные периоды истории число факторий в Гуанчжоу варьировалось, но к началу XIX века оно было относительно стабильным — в районе на постоянной основе работало 17—18 факторий.
Ниже приведены наиболее известные фактории, давшие название району: 
| Русское / английское название фактории                                                    | Название фактории на китайском | Название фактории на китайском | Название фактории на китайском | Название хонга на кантонском | Название хонга на кантонском      | Название хонга на кантонском   |
| Русское / английское название фактории                                                    | Традиционные                   | Упрощённые                     | Пиньинь                        | Китайское письмо             | Романизация Сиднея Лау            | Кантонско-русская транскрипция |
| ----------------------------------------------------------------------------------------- | ------------------------------ | ------------------------------ | ------------------------------ | ---------------------------- | --------------------------------- | ------------------------------ |
| Хонг «Эво» (Ewo hong / Creek Factory)                                                     | 小溪館                         | 小溪馆                         | Xiǎoxī Guǎn                    | 怡和行                       | Yi⁴ Wo⁴ Hong⁴                     | Ивохон                         |
| Голландская фактория (Dutch Factory)                                                      | 荷蘭館                         | 荷兰馆                         | Hélán Guǎn                     | 集義行                       | Jaap⁶ Yi⁶ Hong⁴                   | Чапъихон                       |
| Британская фактория или Новая английская фактория (British Factory / New English Factory) | 新英國館                       | 新英国馆                       | Xīn Yīngguó Guǎn               | 保和行                       | Bo² Wo⁴ Hong⁴                     | Поувохон                       |
| Хонг Фунг-тай или Фактория Чоу-Чоу (Fung-tae Factory / Chow-Chow Factory)                 | 炒炒館                         | 炒炒馆                         | Chǎochǎo Guǎn                  | 豐泰行 / 巴斯行              | Fung¹ Taai³ Hong⁴ / Ba¹ Si¹ Hong⁴ | Фунтхайхон / Пасихон           |
| Старая английская фактория (Old English Factory)                                          | 舊英國館                       | 旧英国馆                       | Jiù Yīngguó Guǎn               | 隆順行                       | Lung⁴ Sun⁶ Hong⁴                  | Лунсёньхон                     |
| Шведская фактория (Swedish Factory)                                                       | 瑞典館                         | 瑞典馆                         | Ruìdiǎn Guǎn                   | 瑞行                         | Sui⁶ Hong⁴                        | Сёйхон                         |
| Императорская фактория или Австрийская фактория (Imperial Factory / Austrian Factory)     | 帝國館                         | 帝国馆                         | Dìguó Guǎn                     | 孖鹰行                       | Ma¹ Ying¹ Hong⁴                   | Маинхон                        |
| Фактория Баошунь (Paoshun Factory)                                                        | 寶順館                         | 宝顺馆                         | Bǎoshùn Guǎn                   | 寶順行                       | Bo² Sun⁶ Hong⁴                    | Поусёнхон                      |
| Американская фактория (American Factory)                                                  | 美國館                         | 美国馆                         | Měiguó Guǎn                    | 廣源行                       | Gwong² Yuen⁴ Hong⁴                | Куонъюньхон                    |
| Фактория Мингуань (Ming Guan Factory)                                                     | 明官館                         | 明官馆                         | Míngguān Guǎn                  | 中和行                       | Jung¹ Wo⁴ Hong⁴                   | Чунвохон                       |
| Французская фактория (French Factory)                                                     | 法蘭西館                       | 法兰西馆                       | Fǎlánxī Guǎn                   | 高公行                       | Go¹ Gung¹ Hong⁴                   | Кокунхон                       |
| Испанская фактория (Spanish Factory)                                                      | 西班牙館                       | 西班牙馆                       | Xībānyá Guǎn                   | 大呂宋行                     | Daai⁶ Lui⁵ Sung³ Hong⁴            | Тайлёйсунхон                   |
| Датская фактория (Danish Factory)                                                         | 丹麥館                         | 丹麦馆                         | Dānmài Guǎn                    | 黃旗行                       | Wong⁴ Kei⁴ Hong⁴                  | Вонкхэйхон                     |

Фактория Чоу-Чоу была тесно связана с Британской Ост-Индской компанией. Фактория «Эво» принадлежала крупнейшему коммерсанту Кантона Хокуа. У этого «хонга» была настолько безупречная репутация, что британский торговый дом «Jardine Matheson & Co.» позже взял «Эво» (怡和行) в качестве китайского названия своей фирмы.

## Крупнейшие компрадоры
В период «Кантонской системы» главную роль в посреднической торговле играли китайские торговые дома, известные как «хонги» (также встречаются написания «хон», «хун», «хунг», «хан» и «ханг»). Первые полноценные «хонги» появились в 1760 году, когда Пань Цигуань (он же Пань Вэньянь, Пань Чжэньчэн, Пхуан Кхэкуа) и девять других кантонских торговцев в обмен на различные платежи и обязательства перед Цинским государством получили крайне выгодную монополию на внешнюю торговлю Китая. 
По состоянию на 1837 год в Кантоне существовало 13 крупнейших «хонгов»:
- Howqua (浩官) — дом Ewo (怡和)
- Mowqua (茂官) — дом Kwonglei (廣利)
- Puankhequa (潘啟官) — дом Tungfoo (同孚)
- Goqua (鰲官) — дом Tunghing (東興)
- Kingqua (經官) — дом Tienpow (天寶)
- Sunshing (孫青) — дом Hingtae (興泰)
- Mingqua (明官) — дом Chungwo (中和)
- Saoqua (秀官) — дом Shuntai (順泰)
- Pwanhoyqua (潘海官) — дом Yanwo (仁和)
- Samqua (爽官) — дом Tungshun (同順)
- Kwanshing (昆官) — дом Futai (孚泰)
- Lamqua (林官) — дом Tungchang (東昌)
- Takqua (達官) — дом Anchang (安昌)

Как правило, «хонг» называли по имени основателя; многие «хонги» были семейными предприятиями и передавались от отца к сыну. Наибольшим влиянием в Гуанчжоу обладали «хонги», основанные Пань Цигуанем (1714—1788) и У Бинцзянем (1769—1843).

## Организация
Гуанчжоу был первым большим морским портом Китая по пути из Малаккского пролива и большинство иностранных купцов предпочитали заходить именно сюда. Ещё в 1686 году про приказу императора Канси в Гуанчжоу была создана предшественница «Кантонской системы» — торговая компания «Янхуо Хан» (洋货行, буквально — «Океанский торговый дом»). Через эту компанию велась вся торговля с иностранцами, заполнялись экспортно-импортные декларации и уплачивались налоги. Когда судно заходило в порт Гуанчжоу или отплывало из него, китайский торговец приходил в «Океанский торговый дом» и оформлял все необходимые документы.
В 1704 году была установлена система «Баошан», которая лицензировала торговлю с западными коммерсантами. Лицензии выдавались властями китайским торговцам до тех пор, пока они помогали собирать пошлины с иностранцев, успешно сочетая свои торговые интересы со сбором доходов в пользу правительства. Система «Баошан» была своеобразной предшественницей более поздней системы «Кохонг». После того, как римский папа Климент XI в 1715 году осудил в своей булле Ex illa die китайские религиозные обычаи, император Канси изгнал из Китая всех христианских миссионеров, кроме тех, кто работал советниками при его дворе.
В 1745 году император Цяньлун приказал чиновникам своего двора реформировать старые системы «Океанского торгового дома» и «Баошан». Отныне местный китайский торговец выступал гарантом для каждого иностранного судна, заходящего в порт Гуанчжоу, и брал на себя полную ответственность за судно и поведение экипажа, включая капитана и суперкарго. Любые налоговые платежи, причитавшиеся с иностранного коммерсанта, также должны были гарантироваться местным торговцем.    

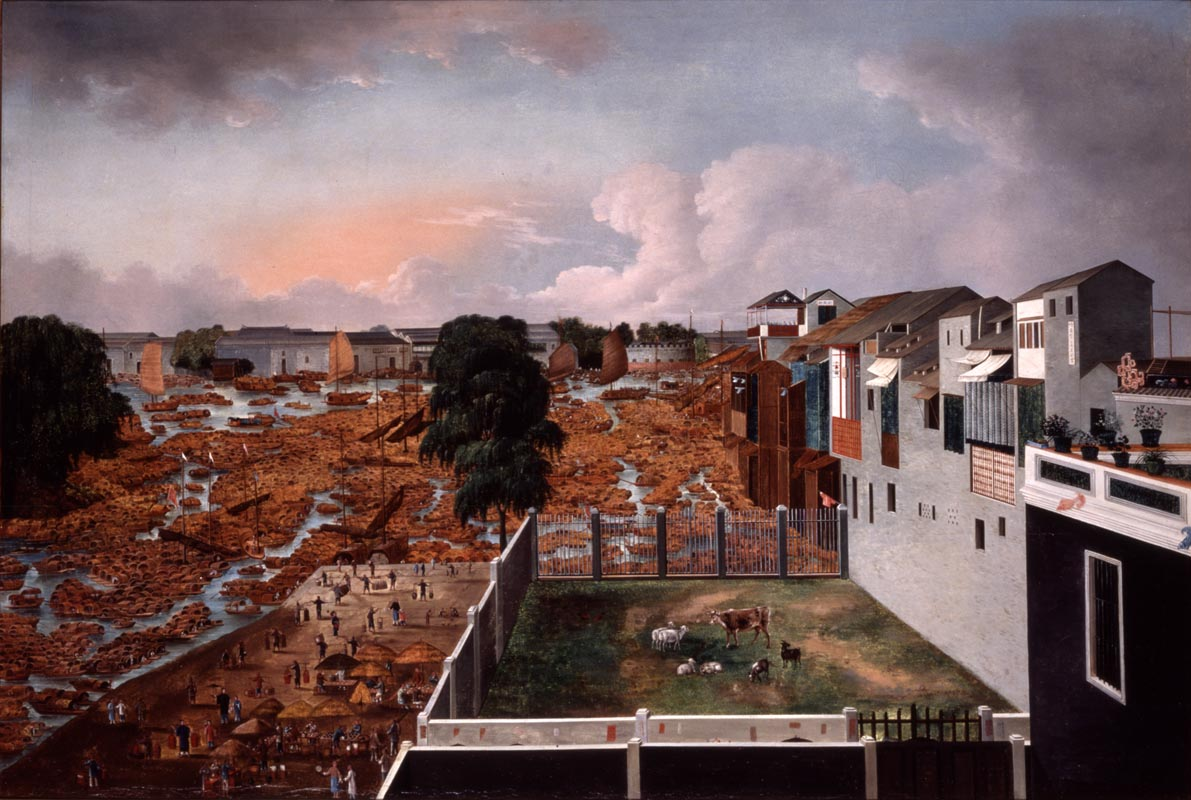
Вид на Кантон с «Тринадцати факторий»

В соответствии с «Кантонской системой», существовавшей с 1757 по 1842 год, западные торговцы были ограничены в проживании и ведении своих дел районом «Тринадцать факторий», основанным в порту Гуанчжоу, рядом с «городом за стеной». Иностранцы не могли сами искать клиентов, выходить на новые рынки сбыта или изменять цену на товары, они обязаны были торговать только через одобренные властями китайские торговые дома («хонги»). Фактории иностранцев образовали тесное деловое сообщество, известное как «золотое гетто» из-за того, что оно было как изолированным, так и крайне прибыльным.
Китайские «хонги» были объединены в гильдию «Кохонг», которая также курировала торговлю в Южно-Китайском море с Вьетнамом, Филиппинами и Сиамом. Назначаемый императором «хоппо» следил за сбором налогов и таможенных сборов. Кроме того, он разрешал споры между торговцами и следил, чтобы иностранцы не связывались напрямую с императорским двором в Пекине.
Члены «Кохонга» закупали товары от имени иностранцев, взимали с иностранцев и уплачивали в казну все импортно-экспортные налоги и пошлины, а также платили войскам, охранявшим суда и фактории. Основными товарами, проходившими через «Тринадцать факторий», были ткани (прежде всего нанка и шёлк) и чай (чёрный и зеленый). Также в факториях активно покупали китайский фарфор, пряности (прежде всего кассию), шёлк-сырец и «тутенаг» (сплав меди, цинка и никеля).

## Архитектура

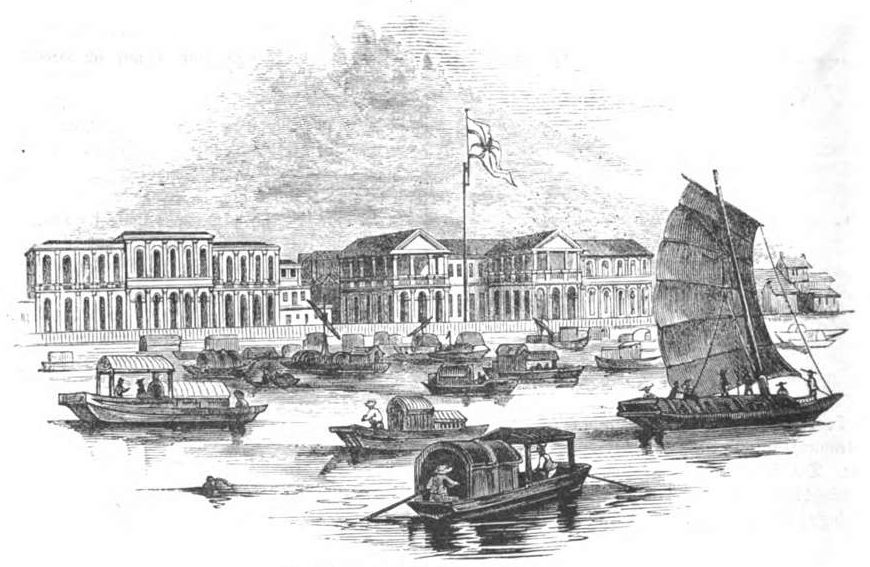
Британская фактория в Кантоне. 1843 год

Западные фактории размещались в двух- или трёхэтажных зданиях, которые отступали от реки на сто ярдов. Некоторые фактории занимали несколько рядом стоящих зданий. Обычно на первых этажах размещались склады и офисы, а на верхних этажах — жилые помещения. Территория между факторией и рекой была огорожена, доступ туда китайцев был ограниченным. Фактории не имели ни колодцев, ни канализации; китайские слуги приносили питьевую и техническую воду, а также опорожняли ночные горшки.
Фасады факторий, повёрнутые к реке, были украшены архитектурными элементами в западном стиле (колонны, арки, фронтоны, портики, балконы). Остальные постройки района представляли собой купеческие дома в китайском стиле. В планировке факторий использовались внутренние дворики и длинные узкие коридоры с комнатами по обе стороны. В строительстве использовались местные стройматериалы — кирпичи и черепица, но окна и лестницы британцы привозили из-за рубежа.
На севере район был ограничен улицей Тринадцати факторий (Thirteen Factory Street), на западе — улицей Пуаньтин (Pwanting Street), на востоке — городским рвом, на юге — Жемчужной рекой. Улицы Старая Китайская (Old China Street), Новая Китайская (New China Street) и Хог-Лейн (Hog Lane) разделяли фактории на небольшие кварталы и были застроены десятками магазинов, которые продавали различные китайские товары. Глазная больница Питера Паркера находилась в доме № 3 по Хог-Лейн.

## Наследие

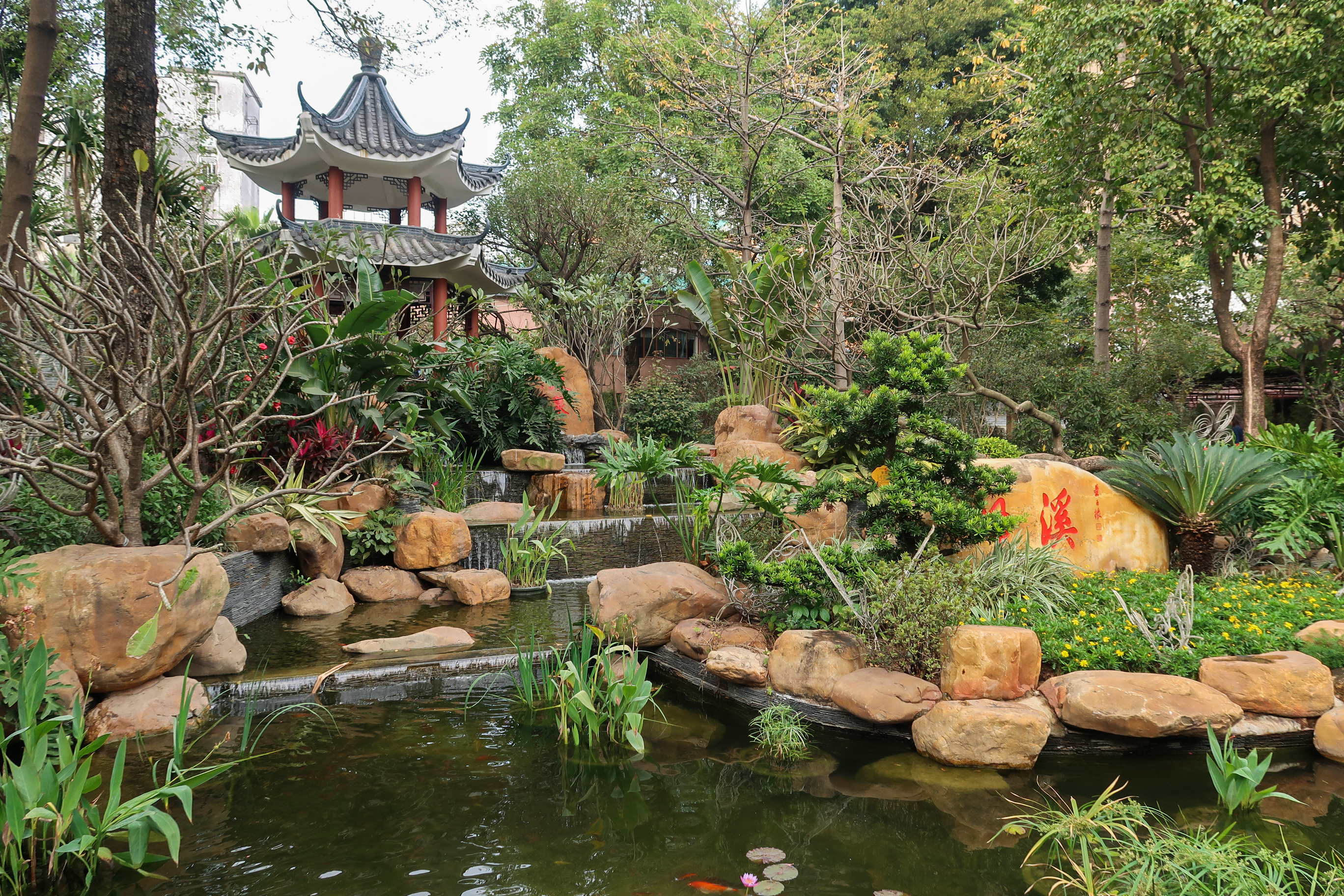
Парк культуры

Сегодня на месте, где когда-то располагались «Тринадцать факторий», разбит Парк культуры Гуанчжоу. Северную границу бывшего анклава составляет современная улица Шисаньхан-роуд («Дорога Тринадцати факторий»). В южной части парка находится Музей Тринадцати факторий.
Южнее Парка культуры, на набережной Жемчужной реки, расположено историческое здание Кантонской таможни, построенное в 1916 году.